# Depressão Upemba
A Depressão Upemba (ou Depressão Kamalondo) é uma grande área pantanosa (depressão) na República Democrática do Congo, compreendendo cerca de cinquenta lagos, incluindo 22 de tamanho relativamente grande, incluindo o Lago Upemba (530 km²) e Lago Kisale (300 km²).
Em uma época anterior, a área provavelmente foi ocupada por um grande lago. A área é coberta por pântanos e está parcialmente dentro do Parque Nacional de Upemba no distrito de Haut-Lomami. A Depressão Upemba foi povoada quase continuamente desde o século V DC, e é considerada a origem do Reino de Luba (1585-1889).
A área inclui muitos sítios arqueológicos e está na lista provisória de patrimônio mundial da UNESCO. Traduzido aproximadamente, a citação para sua inclusão como patrimônio mundial afirma:
Citação: Esta grande depressão deu origem ao maior cemitério conhecido na África Subsaariana. Mais de 40 sítios arqueológicos foram identificados, mas apenas seis foram parcialmente escavados até agora. Seu estudo permite traçar a sequência completa da ocupação da região ao longo de dois milênios, e assim reconstruir a história de um importante grupo étnico da África Central: os Luba.
A cronologia baseada em mais de 55 datações por radiocarbono e termoluminescência mostra períodos de ocupação desde a Idade da Pedra.